# Fistulinaceae
Fistulinaceae was de botanische naam van een familie van schimmels. De voor Nederland bekendste zwam in deze familie was de biefstukzwam (Fistulina hepatica). Latere moleculaire studies toonden echter aan dat de geslachten van deze familie onder Agaricales vallen. De Mycobank ziet deze familie dan ook als ongeldig.